# Ingvar Hansson
Gert Ingvar Severin Hansson (Gotemburgo, 19 de febrero de 1947) es un deportista sueco que compitió en vela en las clases Star y Tempest.
Participó en dos Juegos Olímpicos de Verano en los años 1972 y 1976, obteniendo una medalla de oro en Montreal 1976 en la clase Tempest. Ganó una medalla de plata en el Campeonato Mundial de Star de 1974.

## Palmarés internacional
| Campeonato Mundial | Campeonato Mundial | Campeonato Mundial | Campeonato Mundial |
| Año                | Lugar              | Medalla            | Clase              |
| ------------------ | ------------------ | ------------------ | ------------------ |
| 1974               | Laredo (España)    | Medalla de plata   | Star               |

| Juegos Olímpicos | Juegos Olímpicos  | Juegos Olímpicos | Juegos Olímpicos |
| Año              | Lugar             | Medalla          | Clase            |
| ---------------- | ----------------- | ---------------- | ---------------- |
| 1976             | Montreal (Canadá) | Medalla de oro   | Tempest          |